# GAM (Unternehmen)
GAM mit Sitz in Zürich ist ein international tätiges Schweizer Vermögensverwaltungsunternehmen, das auf die Entwicklung und den Vertrieb von Anlageprodukten und -dienstleistungen spezialisiert ist. Dazu gehören insbesondere Aktien- und Anleihenfonds, alternative Anlagefonds sowie Portfoliomanagement-Dienstleistungen.
Die Unternehmensgruppe beschäftigte per Jahresende 2018 über 900 Mitarbeiter und verwaltete CHF 132.2 Milliarden Kundenvermögen. Die Aktien der GAM Holding sind seit Oktober 2009 an der Schweizer Börse SIX Swiss Exchange kotiert.

## Geschichte

### Gründung und Wachstum
Die Wurzeln von GAM gehen auf die 1983 durch Gilbert de Botton mit Hilfe von Jacob Rothschild gegründete Global Asset Management Ltd. (GAM) zurück. Der operative Hauptsitz der damals noch in Bermuda eingetragenen Gesellschaft befand sich zunächst in London. Noch im gleichen Jahr wurde mit der Global Asset Management GAM (Schweiz) AG ein Standort in Zürich eröffnet. Später folgten weitere operative Standorte in Hongkong (1985), in New York und in Dublin (1990) und in Bermuda (1993). Die Kernaktivitäten von GAM lagen im Portfoliomanagement für private und institutionelle Kunden sowie im Anlagefondsgeschäft, das neben den klassischen Anlagefonds insbesondere auch Hedgefonds beinhaltet.

### Übernahmen und Umstrukturierungen
1999 wurde GAM von der UBS übernommen. 2002 gab die UBS der GAM eine Holdingstruktur und verlegte damit auch den juristischen Sitz nach Zürich. Nachdem die UBS bereits auf Anfang 2003 GAM zusammen mit ihren drei unabhängigen Privatbanken, Ehinger & Armand von Ernst, Banco di Lugano und Ferrier Lullin, aus der Geschäftseinheit Wealth Management & Business Banking und Global Asset Management ausgegliedert und in eine separate Einheit Private Banks & GAM eingebracht hatte, veräusserte die UBS im Dezember 2005 diese an die Julius Bär Holding. Während die drei Privatbanken vollständig in die Bank Julius Bär integriert wurden, wurde GAM zunächst als selbständig am Markt auftretende Tochtergesellschaft in die Geschäftssparte Asset Management eingegliedert.

### Börsennotierung
Im Mai 2009 entschied Julius Bär, die Bereiche Private Banking und Asset Management in zwei eigenständige, an der Börse notierte Gesellschaften aufzuteilen. Im Zuge der Aufspaltung der Julius Bär Gruppe wurde eine neue GAM Holding gebildet, in die neben der ursprünglichen GAM-Gruppe auch das aus der Julius Bär-Gruppe stammende Asset-Management-Geschäft unter dem neuen Namen Swiss & Global Asset Management eingebracht wurde. Nach Zustimmung der Aktionäre und der Aufsichtsbehörden wurde die GAM Holding am 1. Oktober 2009 als selbständiges Unternehmen 2009 an der Börse kotiert.
Per 1. Juni 2015 wurde die Markenstruktur von GAM vereinfacht und die Verwendung des Namens Swiss & Global Asset Management eingestellt. Der Schwerpunkt von GAM liegt auf der Positionierung der Produktmarke GAM. Auch das aus Swiss & Global Asset Management stammende Private-Labelling-Geschäft wird unter der einheitlichen Dachmarke GAM weitergeführt.

## Akquisitionen
- 2009: GAM übernimmt Augustus Asset Managers Ltd., einem ehemaligen Spin-off von Julius Bär.[11]
- 2012: GAM übernimmt Arkos Capital SA. Am 31. Juli 2012 schliesst GAM den am 28. Februar angekündigten Kauf von 74,95 % der Anteile von Arkos Capital SA ab. Für den Erwerb der übrigen 25,05 % wird eine Vereinbarung mit dem Management von Arkos getroffen.[12]
- 2014: GAM erwirbt Singleterry Mansley Asset Management, ein US-amerikanisches Investmentunternehmen mit Schwerpunkt auf hypotheken- und forderungsbesicherten Wertpapieren.[13]
- 2015: GAM übernimmt das Immobilienanleihegeschäft von Renshaw Bay.[14]
- Mai 2016: GAM kündigt die Vereinbarung zum Kauf von Taube Hodson Stonex an.[15]
- Oktober 2016: GAM hat die am 29. Juni 2016 angekündigte Übernahme von Cantab Capital Partners LLP („Cantab“) abgeschlossen.[16]